# Számszeríj

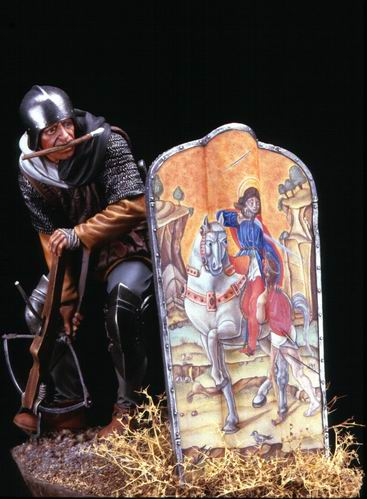
Számszeríjas katona, övén lógó felhúzókampóval és hosszú állópajzzsal, pavese-zel, amelyet a töltés lassúsága miatt fedezékként használt

A számszeríj egyfajta hideglőfegyver, nyélre erősített íj, melyet használója külön erőfeszítés nélkül is kifeszített állapotban tud tartani. A nyél továbbá lehetővé teszi a felhúzó- és az elsütőmechanizmus megoldását is. A számszeríjat a hagyományos íj használatához szükséges erővel és gyakorlottsággal nem rendelkező ember is könnyedén használhatja. A számszeríjakat a felhúzás, a kifeszítés mechanizmusa, a lövedék, a felhúzó szerkezet és a felhasználás típusa szerint különböztetjük meg.

## Etimológiája
A szó a szláv samostrĕlъ szóból származik, amelynek jelentése körülbelül: önmagától, azaz önműködően lövő (fegyver). Lásd például az orosz самострелий (számosztrelij) alakot. A szó alaki egybeesése a szám, szer és íj szavainkkal véletlen, így a magyar szó keletkezése a népetimológia terméke.

Czuczor-Fogarasi szótár szerint:
Összetett főnév (szám-szer-íj), a régieknél rugonyos, és nagyobb íjforma gép, melyből nagy nyilakat lődöztek. V.ö. SZÁMSZER (mely jelentését tekintve: szerszám).
Számszeríj tehát szerszámmal működtetett íj, hiszen a számszeríjat eredetileg külön felhúzó szerszámmal kellett lövéskész állapotba hozni.

## Tulajdonságok

### Az íj
Maga az íj lehet rugalmas acél, fa, üveg- (karbon-) szálas műanyag, rugóval, vagy csavart kötéllel (római kori állványos íj) kombinált csapószár stb. A szár ugyancsak lehet fa, műanyag (erős, de nem kell hogy rugalmas legyen). Az íj dinamikája a felajzáskor az ideg elcsavarásával fokozható, de ennek csak a kisebb, kézi felajzású számszeríjaknál van jelentősége. A fegyver leggyengébb pontja az ideg (vagy húr), illetve annak középső, a felhúzáskor az agyba beakadó része. Ennek fokozott kopása (elpattanás és szakadás veszélyével) az ezen a 2-4 cm-es szakaszon az idegre felcsévélt vékony acéldrót-tekercseléssel védhető ki, amely ellenálló, ugyanakkor elég flexibilis az ideg dinamikájának követésére.
A számszeríj főbb típusai:
- Nyíllövő számszeríj: főként hadi és vadászati célokra használták.
- Kő- vagy golyólövő számszeríj: dupla húrral, főként sportcélokra, madár- vagy kisvadvadászatra.

### A nyíl

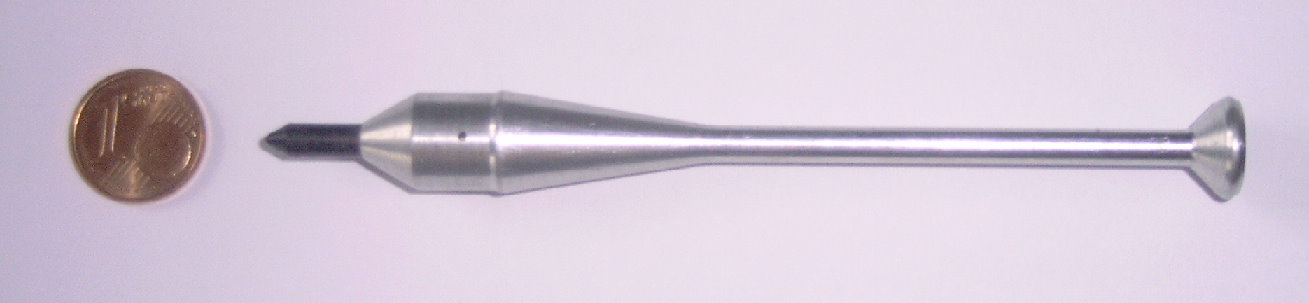
Modern nyílvessző alumíniumból

A számszeríj, vezetősínje révén nem csupán nyílvesszők kilövésére alkalmas fegyver. A lövedék lehet akár egészen rövid (~10 cm), acélkúpban végződő, vezetőszárnyas, csökkentett légellenállású, fokozott hatótávolságú „tövis”; vagy nagy tömegű, nagy átütőerejű, de rövid hatótávú, 1,8-2 m hosszú „páncélfúró” dárda. A szár agyába épített elsütő szerkezet segítségével az íj előre felhúzható, és ebben az állapotában további erőfeszítés nélkül tartható. A szerkezet célja elsősorban nem az ellövés pillanatának tetszőleges eltolása, hanem a fegyver erejének fokozása. A jóval robusztusabb íjszárakban a felhúzással, a karizmoknál jóval erősebb törzsizmok segítségével több erő tárolható (csak kisebb számszeríjaknál, 700-1200 N-ig), de gépi áttétellel (például motollával) segítve még extra előfeszítési energia is bevihető a lövési munkába (hadtéri szerszámíjnál 2000-3000 N erővel). A lőtávolság a számszeríj erejétől, a szánhossztól és a használt lövedék típusától függően 300–1200 m-ig változhat. A lőtávolságot és az ütőerőt a lövedék tömege és légellenállása is befolyásolja.

### A feszítés
A felajzás, vagyis az ideg felhelyezése történhet „háromszögeléssel” (erősebb számszeríjak), vagy „betöréssel” (kisebb sporteszközök). A háromszögelés során hosszú, előhúzó ideget használnak előfeszítésre, majd a végleges ideg felhelyezése után azt egyszerűen leakasztják. A betörés esetén az íj egyik végét a földre, kemény felületre nyomják, miután ráakasztották az ideg egyik végét, majd a szárra ránehezedve azt meghajlítják, amíg a felső íjrészt fél kézzel maguk felé húzva, arra az ideg másik végét felhelyezik. Ehhez a művelethez esetenként hasfalvédő is szükséges.
A számszeríj felhúzása történhet különböző segédeszközök alkalmazásával is. Ilyen a könnyebb íjaknál használható kengyel, az öv és horog. Ennek továbbfejlesztése a kötél és emelőcsiga, mellyel nemcsak az íjász, hanem a csiga mechanikus erejét is felhasználva erősebb számszeríjak is felhúzhatók. Az idők során olyan bonyolultabb kifeszítő eszközök is kialakultak, az íjász erejének megtöbbszörözésére, mint a kecskelábas emelőkar vagy a tolós emelő, a csörlő, a beépített emelőkar, és a fogaslécet és fogaskereket felhasználó szerkezet.

#### Felhúzó mechanizmusok
- Kengyel és kezek: korai alkalmazású, az erősebb számszeríjak elterjedésével tért vesztett.
- Öv és horog: az íjász lehajolva beakasztja a horgot az íjhúrba, és felegyenesedve felhúzza az íjat.
- Kötél és emelőcsiga: a beakasztott horog kötelének húzásához a csiga erőáttétele megtöbbszörözi az íjász erejét.
- Kecskelábas emelőkar:  az emelőkart felnyitva, két kampós kar beakad a nyél két oldalán lévő tengelyvégcsapba, középen pedig egy horog megfogja a húrt. Ezután az emelőkar hátrahúzásával feszíthető ki az íj. Rövid munkatávú, de erős íj felhúzására alkalmas.
- Tolós emelő: az emelő szárának végét az íj elején lévő kengyelbe akasztották bele, a munkakart pedig a húrba. Az emelő szárát lenyomva a munkakar húzta hátra a húrt. A szerkezet előnye, hogy egyenletesebben osztotta el a felhúzás során szükséges erőt. A rendszert ma is széles körben alkalmazzák légpuskák felhúzásához.
- Csörlő (motolla): a csörlő kötelét a húrba akasztották, és a csörlőt karokkal forgatták. Az íjban nagy erő tárolható, cserébe a felhúzás kissé tovább tartott. Az elérhető nagy energia miatt katonák körében volt népszerű.
- Cranequin (ejtsd: kranöken) (fogasléc és fogaskerék): elvében hasonló a csörlőhöz. 1450 körül találták fel, népszerű volt a vadászok között, mivel kis erőfeszítést igényelt, de lassúsága miatt a katonák nem szívesen alkalmazták.
- Beépített emelőkar: a legkésőbb kialakult változat (1800 körül), leginkább sportszámszeríjakon használták.

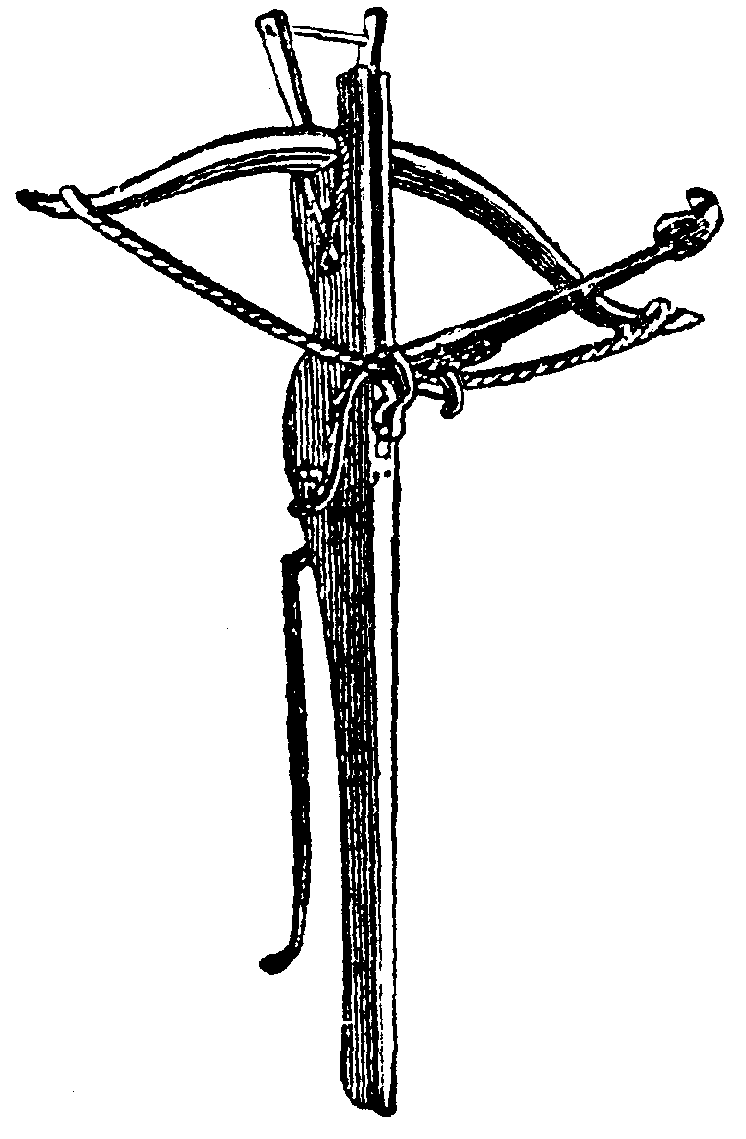
Kecskelábas emelőkar
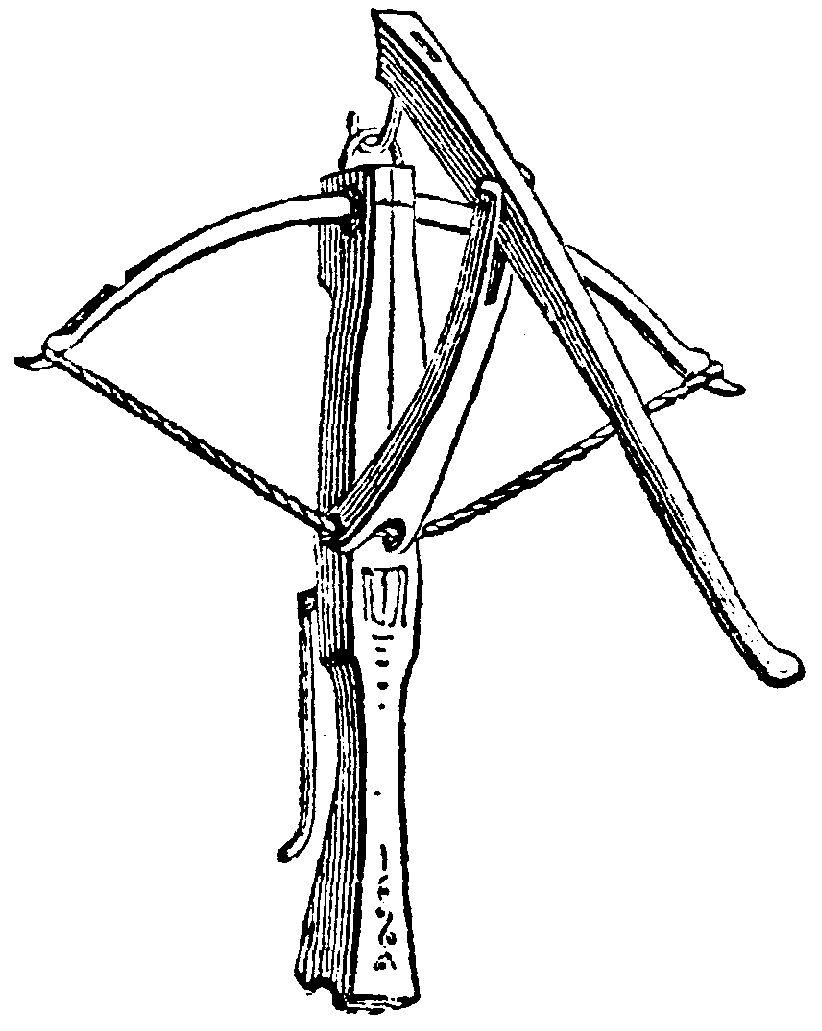
Tolós emelő
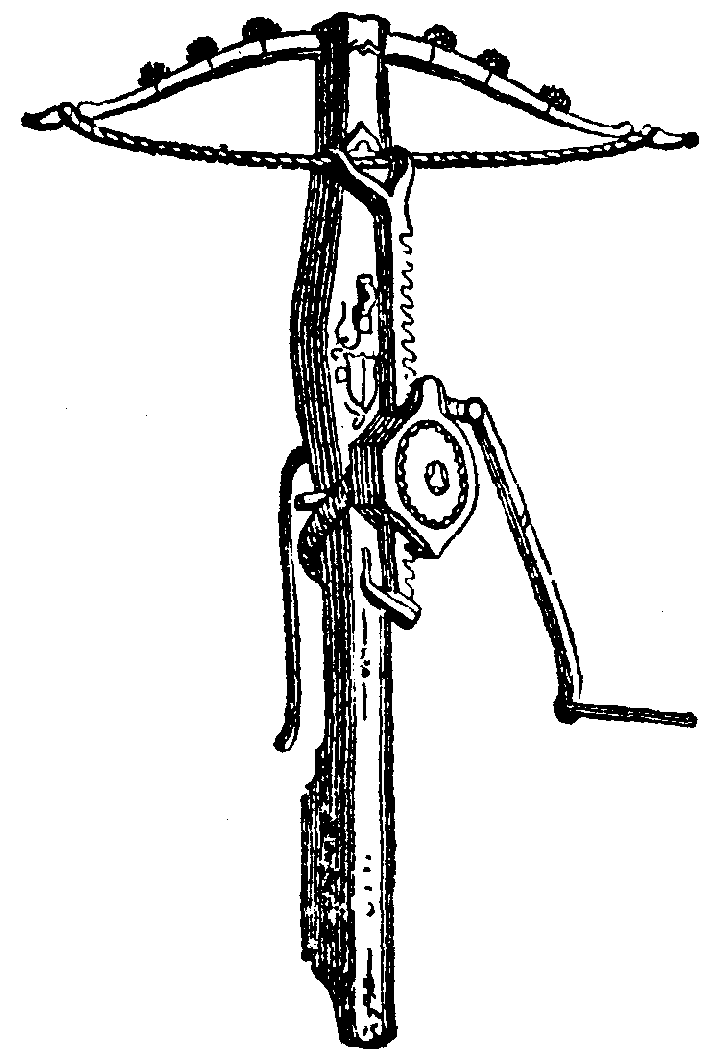
Cranequin (fogasléc és fogaskerék)
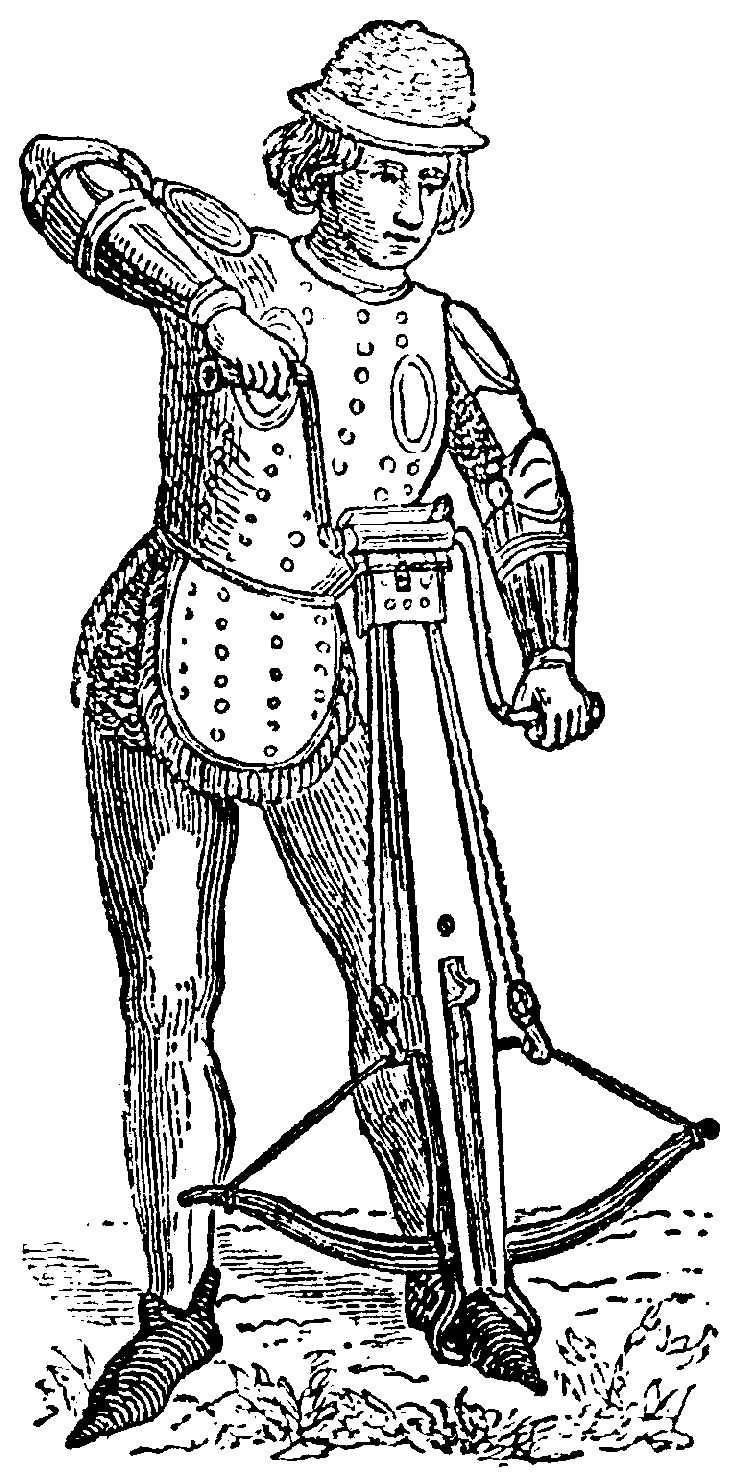
Csörlő

## Története

### Kezdetek

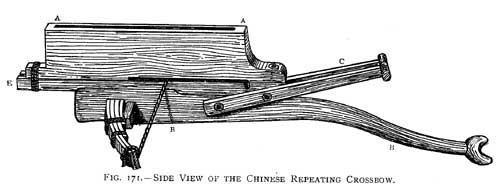
Kínai ismétlő nyílpuska

A számszeríjakról először Szun-ce A háború művészete (Kr. e. 500) című könyvéből szerezhetünk tudomást, ahol erős nyilakat lövő számszeríjakról beszél. Az egyik legkorábbi feljegyzés használatukról a Kr. e. 341-ben lezajlott ma-lingi csatáról szóló elbeszélés. Kínában a Kr. e. 200-as évekre, a Han-dinasztia alatt a számszeríjak (kínaiul: nu, 弩) gyártása igen fejletté vált, és széles körben alkalmazták. Számos szerkezetet épségben sikerült feltárni, ezek a Csin Si Huang-ti császár (Kr. e. 260-210) sírját őrző agyaghadsereg katonáinak fegyverei voltak.
Görögországban a Kr. e. 5. században jelent meg a számszeríj, ott gasztrafetésznek (γαστραφετης) nevezték, amely nagyobb erőt képviselt a hagyományos görög íjaknál.

### Európa

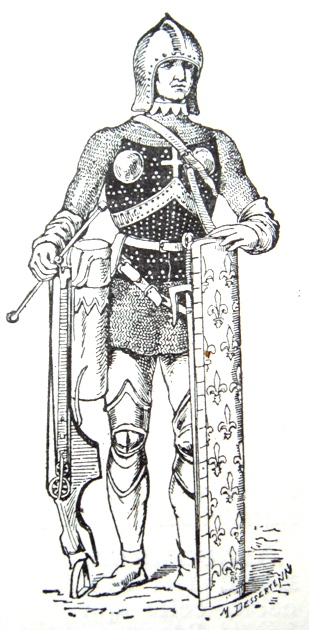
Francia számszeríjász pavise-zel

A számszeríjak háborús alkalmazása Európában a római időkre nyúlik vissza és egészen a 16. század elejéig alkalmazták, ettől kezdve a tűzfegyverek folyamatosan kiszorították őket. Annak ellenére, hogy a hagyományos hosszú íjak nagyobb hatótávolságúak, nagyobb pontosság és lőgyorsaság elérésére voltak képesek, a számszeríjak nagyobb kinetikus energiával rendelkeztek, és egy számszeríjász kiképzése jóval kevesebb időt vett igénybe, mint egy jól célzó íjászé.
Európa hadseregeiben gyakran alkalmaztak lovas és gyalogos számszeríjászokat, gyakran vegyesen a lándzsás és íjász csapatokkal. A harcrendben általában a hadsereg közepén helyezkedtek el. Hagyományosan a lándzsásokkal együtt támadták az ellenséget, a lovasok támadása előtt, vagy ellentámadást intézhettek saját gyalogságuk védelmében. A gazdasági eszközökből előállított szálfegyverek mellett a lázadó parasztság a számszeríjat is szívesen használta, mint pl. a táboriták.
A páncélos, lándzsákkal felszerelt lovasság hatástalanná vált a pikások és a számszeríjászok kombinációjával szemben, mivel a íjak többsége a legtöbb páncélt átütötte. A számszeríjakat a védekező alakzatokban idővel felváltották a tűzfegyverek, annak ellenére, hogy a kezdetleges tűzfegyverek kisebb lőtávolságúak és lassabbak voltak.

### Máshol
Ázsiában a számszeríjat általában ostrom- vagy védekező fegyverként használták. A kínaiak által kifejlesztett ismétlő számszeríjat általában a védelemben használták, amikor a katona az íjat falnak támasztva egyik kezével célozhatott, másikkal kezelhette a számszeríjat.
A szaracénok qaws Ferenginek vagy „francia íj”-nak hívták, melyet a keresztény katonák nagy sikerrel alkalmaztak az arab lovassággal szemben, a keresztes háborúk idején. A számszeríjat az arabok is átvették, és váraik védelménél használták fel. Későbbi változatai népszerűek voltak a muzulmán hadseregekben.
Nyugat- és Közép-Afrikában a számszeríjat vadászatra használták, és a leigázott rabszolgák magukkal vitték a technikát az Újvilágba is, ahol akkor vadásztak vele, amikor a lőpor használhatatlanná vagy elérhetetlenné vált.

## A számszeríjászat ma
A számszeríjakat napjainkban főleg sportolásra, céllövészetre használják.
A világ számos részén használatban maradt mint vadászfegyver, így Észak-Amerikában, Ázsia, Ausztrália és Afrika egyes részein. Speciális alkalmazási köre például a bálnakutatás, ahol biológiai megfigyelés, mintavétel céljából módosított nyílpuskával lövik meg a bálnákat, anélkül hogy fájdalmat okoznának az állatoknak. Néhány modern katonai alakulatot is felszerelnek nyílpuskákkal, hogy kiküszöböljék a lőfegyverek okozta zajokat speciális bevetések során.

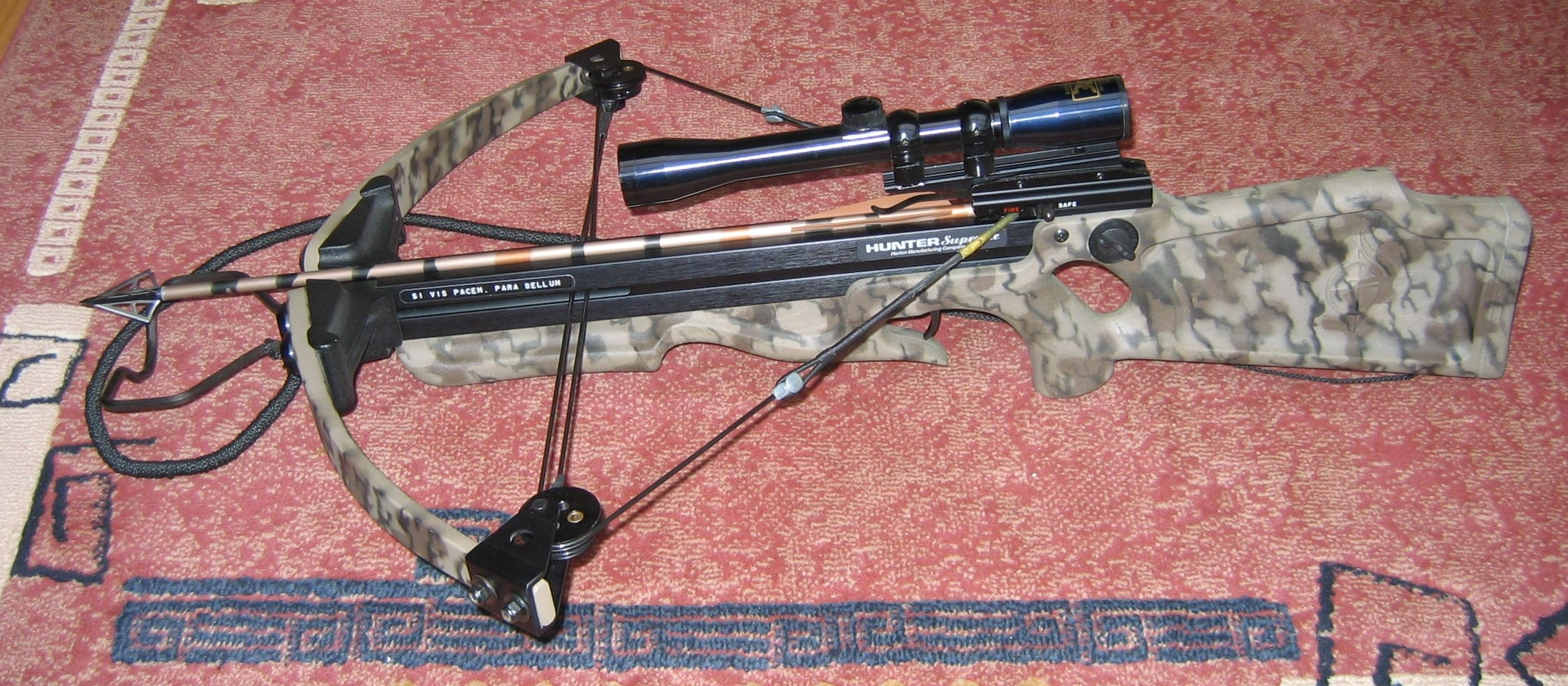
Modern szénszálas műanyag nyílpuska

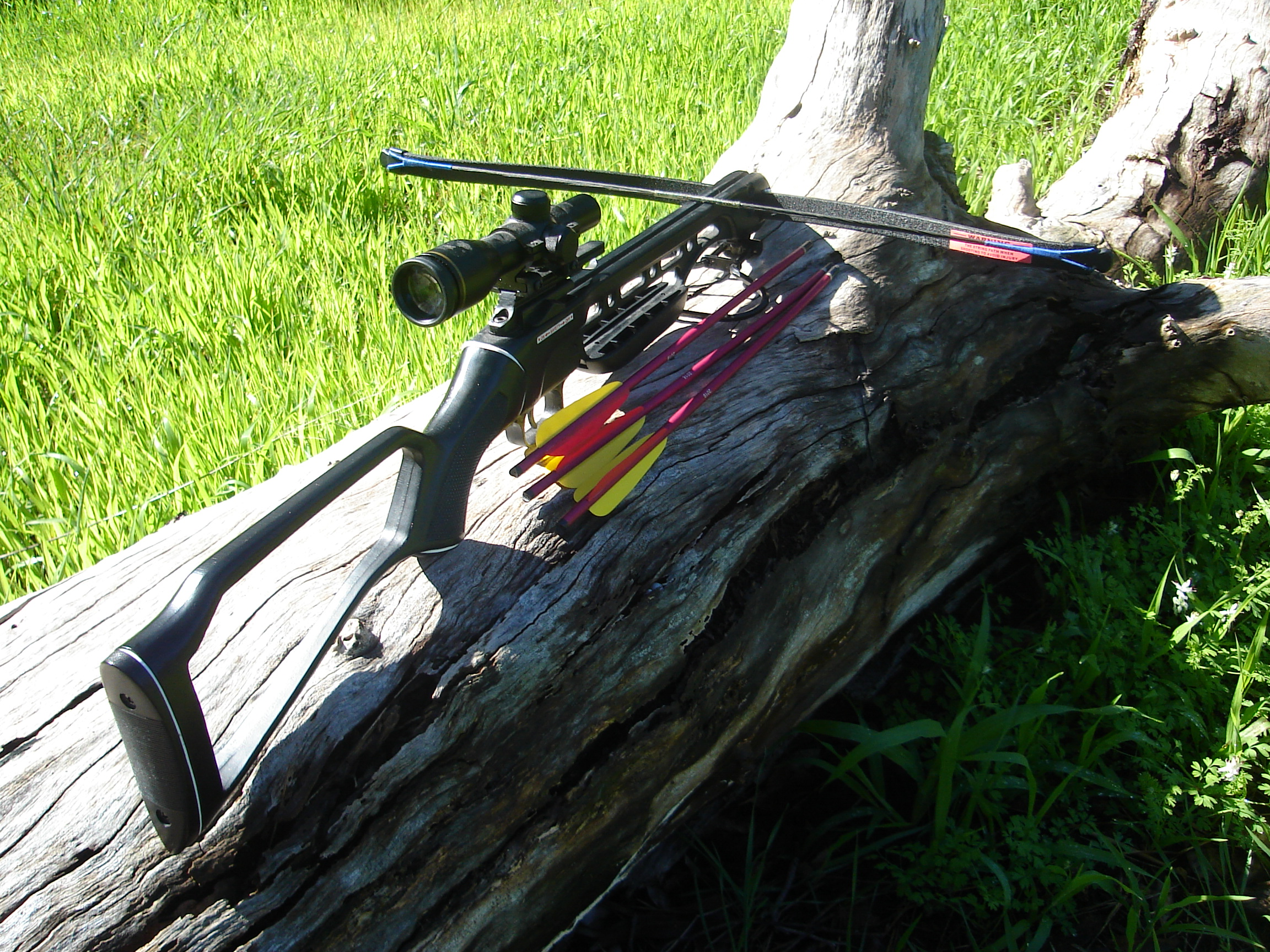
Modern nyílpuska céltávcsővel

## Jogi szabályozások
A számszeríj a közbiztonságra különösen veszélyes eszköznek minősül, így a használatának módja Magyarországon jogszabályban megszabott.
Számszeríjjal elsősorban lőtéren, vagy ennek hiányában e célra kijelölt területen lehet gyakorlatozni. Ehhez szükséges a terület tulajdonosának engedélye, illetve a lőterekre vonatkozó biztonsági rendszabályok alkalmazása. Ez azt is jelenti, hogy rendőrhatósági engedély beszerzése a területnek gyakorlás céljára történő használatához nem szükséges. Vadászat esetén szükséges a vadászatra jogosító engedély, védett területen a természetvédelmi hatóság hozzájárulása is.
A fenti szabályok be nem tartása minősülhet az 1999. évi LXIX tv. 147. § (1) bek.-be ütköző természetvédelmi szabálysértésnek, a 149. §-ba ütköző jogosulatlan vadászatnak, a 218/1999. (XII. 28.) Korm. r. 10. §-ba ütköző, a közbiztonságra különösen veszélyes eszközzel kapcsolatos szabálysértés is, azonban a fentieken túl elsősorban az idézett Korm. r. 21. §-ba ütköző számszeríj, szigonypuska jogellenes használata lesz a szabálysértési eljárás tárgya. Ez utóbbi 50 000 Ft-ig terjedő pénzbírságot is maga után vonhat.